# أيوكو هاتا
أيوكو هاتا (ولد في 30 مايو) هي كاتبة ورسامة ومؤلفة متخصصة في المانغا اليابانية من نوع الشوجو. في عام 2011 لاقت نجاحا باهرا بعد تأليفها للمانغا الناجحة فتاة الذئب والأمير الأسود والتي تم تحويلها إلى أنمي من إنتاج استوديو تي يو انيميشن، ثم دراما يابانية بنفس العنوان سنة 2016.

## أعمالها
- 2016: "Byebye Liberty"
- 2014: "Short Love Stories"
- 2013: "Kimi wo Suki ni Natta Riyuu"
- 2011: "فتاة الذئب والأمير الأسود"
- 2010: "Guru Guru Meguru"
- 2009: "Kimi o Chuushin ni Sekai wa Mawaru"
- 2009: "Warui Ko no Mikata"
- 2008: "Boku no Sekai Kimi no Real"
- 2007: "Hiyoko Romantica"
- 2007: "Order wa Boku de Yoroshii desu ka?"